# Foulehaio
Foulehaio es un género de aves paseriformes perteneciente a la familia Meliphagidae. Sus tres miembros son mieleros con carúnculas faciales nativos de varias islas del sur de Melanesia y Polinesia.

## Especies
El género contiene tres especies:
- Foulehaio carunculatus - mielero foulehaio;
- Foulehaio taviunensis - mielero de Taveuni;
- Foulehaio procerior - mielero kikau.